# Augusto Farfus
Augusto Farfus Jr. (ur. 3 września 1983 w Kurytybie) – brazylijski kierowca wyścigowy, startujący obecnie w serii Intercontinental Le Mans Cup, mieszka w Monako.

## Kariera

### Wczesne lata
Pierwszymi wyzwaniami Farfusa były wyścigi minibike, w których wygrał lokalne mistrzostwa w 1991 roku. Jak u większości kierowców, jego kariera wyścigowa zaczęła się od kartingu. W 1992 roku, w wieku 9 lat wygrał mistrzostwa w Paranie, oraz startował w São Paulo w latach 1993–1998. W 2000 roku zaczął startować w Mistrzostwach Włoskiej Formuły Renault oraz w serii Eurocup przez następne dwa lata, wygrywając Eurocup w 2001. W 2002 roku dołączył do zespołu Draco Racing w Euro Formula 3000 wygrywając ją w sezonie 2003.

### WTCC
Od 2004 do 2006 był kierowcą Alfa Romeo (N.Technology) w wyścigach World Touring Car Championship. W sezonie 2006 Farfus wygrał finałowy wyścig odbywający się w Makau, kończąc sezon na trzeciej pozycji.
Od 2007 do 2009 startował w barwach teamu BMW Team Germany, a w sezonie 2010 w BMW Team RBM.
Od 2011 jeździ w serii Intercontinental Le Mans Cup, gdzie jego dwóch z pięciu zespołowych partnerów również jest byłymi kierowcami WTCC.